# Bahnstrecke Niederbiegen–Weingarten
| |                      |                                                |                                                |
| Streckennummer (DB): | 4520                 |                                                |                                                |
| Kursbuchstrecke (DB): | ex 306g ex 279a      |                                                |                                                |
| Streckenlänge: | 4,04 km              |                                                |                                                |
| Spurweite: | 1435 mm (Normalspur) |                                                |                                                |
| Streckenklasse: | D4                   |                                                |                                                |
| Maximale Neigung: | 1:67 = 15 ‰          |                                                |                                                |
| Minimaler Radius: | 180 m                |                                                |                                                |
| Streckengeschwindigkeit: | 25 km/h              |                                                |                                                |
| |                      |                                                |                                                |
| \| \| 0,000 \| von Ulm \| von Ulm \| \| \| 0,465 \| Niederbiegen (1914–1938) \| Niederbiegen (1914–1938) \| \| \| \| nach Friedrichshafen \| \| \| \| 0,850 \| ehemaliger Industrieanschluss \| ehemaliger Industrieanschluss \| \| \| 2,100 \| Abzw Weingarten (bis 1999 Abzw Baienfurt West) \| Abzw Weingarten (bis 1999 Abzw Baienfurt West) \| \| \| \| \| \| \| \| \| nach Baienfurt Gbf \| \| \| \| 2,300 \| Baienfurt West (1914–1938) \| Baienfurt West (1914–1938) \| \| \| 2,480 \| Seitenkanal der Wolfegger Ach \| Seitenkanal der Wolfegger Ach \| \| \| 2,610 \| Wolfegger Ach \| Wolfegger Ach \| \| \| 2,800 \| Baienfurt Süd (1914–1938) \| Baienfurt Süd (1914–1938) \| \| \| \| Straßenbahn von Baienfurt Ort \| \| \| \| 2,930 \| Beginn Dreischienengleis \| Beginn Dreischienengleis \| \| \| 3,280 \| Traubenhof \| Traubenhof \| \| \| 3,800 \| Ende Dreischienengleis \| Ende Dreischienengleis \| \| \| \| Straßenbahn nach Ravensburg \| \| \| \| \| Eisengießerei Stoz \| \| \| \| 4,040 \| Weingarten (Württ) Gbf \| Weingarten (Württ) Gbf \| \| \| \| Müller Weingarten \| \| |                      |                                                |                                                |
| Abzweig geradeaus und ehemals nach links · Strecke von rechts (außer Betrieb) | 0,000                | von Ulm                                        | von Ulm                                        |
| Bahnhof · Haltepunkt / Haltestelle (Strecke außer Betrieb) | 0,465                | Niederbiegen (1914–1938)                       | Niederbiegen (1914–1938)                       |
| Strecke nach rechts · Strecke (außer Betrieb) |                      | nach Friedrichshafen                           | nach Friedrichshafen                           |
| Abzweig geradeaus und von rechts (Strecke außer Betrieb) | 0,850                | ehemaliger Industrieanschluss                  | ehemaliger Industrieanschluss                  |
| Blockstelle (Strecke außer Betrieb) | 2,100                | Abzw Weingarten (bis 1999 Abzw Baienfurt West) | Abzw Weingarten (bis 1999 Abzw Baienfurt West) |
| Strecke von links (außer Betrieb) · Abzweig geradeaus und nach rechts (Strecke außer Betrieb) |                      |                                                |                                                |
| Strecke (außer Betrieb) · Strecke nach links (außer Betrieb) |                      | nach Baienfurt Gbf                             | nach Baienfurt Gbf                             |
| Haltepunkt / Haltestelle (Strecke außer Betrieb) | 2,300                | Baienfurt West (1914–1938)                     | Baienfurt West (1914–1938)                     |
| Brücke über Wasserlauf (Strecke außer Betrieb) | 2,480                | Seitenkanal der Wolfegger Ach                  | Seitenkanal der Wolfegger Ach                  |
| Brücke über Wasserlauf (Strecke außer Betrieb) | 2,610                | Wolfegger Ach                                  | Wolfegger Ach                                  |
| Haltepunkt / Haltestelle (Strecke außer Betrieb) | 2,800                | Baienfurt Süd (1914–1938)                      | Baienfurt Süd (1914–1938)                      |
| Strecke (außer Betrieb) · U-Bahn-Strecke (außer Betrieb) |                      | Straßenbahn von Baienfurt Ort                  | Straßenbahn von Baienfurt Ort                  |
| Abzweig mit U-Bahn geradeaus und von links (Strecke außer Betrieb) · U-Bahn-Strecke nach rechts (außer Betrieb) | 2,930                | Beginn Dreischienengleis                       | Beginn Dreischienengleis                       |
| Haltepunkt / Haltestelle (Strecke außer Betrieb) | 3,280                | Traubenhof                                     | Traubenhof                                     |
| Abzweig mit U-Bahn geradeaus und nach links (Strecke außer Betrieb) · U-Bahn-Strecke von rechts (außer Betrieb) | 3,800                | Ende Dreischienengleis                         | Ende Dreischienengleis                         |
| Strecke (außer Betrieb) · U-Bahn-Strecke (außer Betrieb) |                      | Straßenbahn nach Ravensburg                    | Straßenbahn nach Ravensburg                    |
| Abzweig geradeaus und nach rechts (Strecke außer Betrieb) |                      | Eisengießerei Stoz                             | Eisengießerei Stoz                             |
| Dienststation / Betriebs- oder Güterbahnhof (Strecke außer Betrieb) | 4,040                | Weingarten (Württ) Gbf                         | Weingarten (Württ) Gbf                         |
| Strecke (außer Betrieb) |                      | Müller Weingarten                              | Müller Weingarten                              |

Die Bahnstrecke Niederbiegen–Weingarten ist eine ursprünglich 4,04 Kilometer lange normalspurige Nebenbahn in Baden-Württemberg. Sie wurde 1911 von der privaten Lokalbahn Aktien-Gesellschaft (LAG) errichtet und ergänzte damals die ebenfalls zur LAG gehörende schmalspurige Lokalbahn Ravensburg–Weingarten–Baienfurt, die spätere Straßenbahn Ravensburg–Weingarten–Baienfurt. Mit dieser war sie bis 1959 über ein knapp einen Kilometer langes Dreischienengleis betrieblich eng verbunden. Nach der Verstaatlichung der LAG kam die Strecke 1938 zur Deutschen Reichsbahn, später zur Deutschen Bundesbahn beziehungsweise zur Deutschen Bahn AG. Der Teilabschnitt zwischen dem Abzweig Baienfurt West und Weingarten ist seit 1999 stillgelegt, die ersten 2,1 Streckenkilometer folgten 2015.

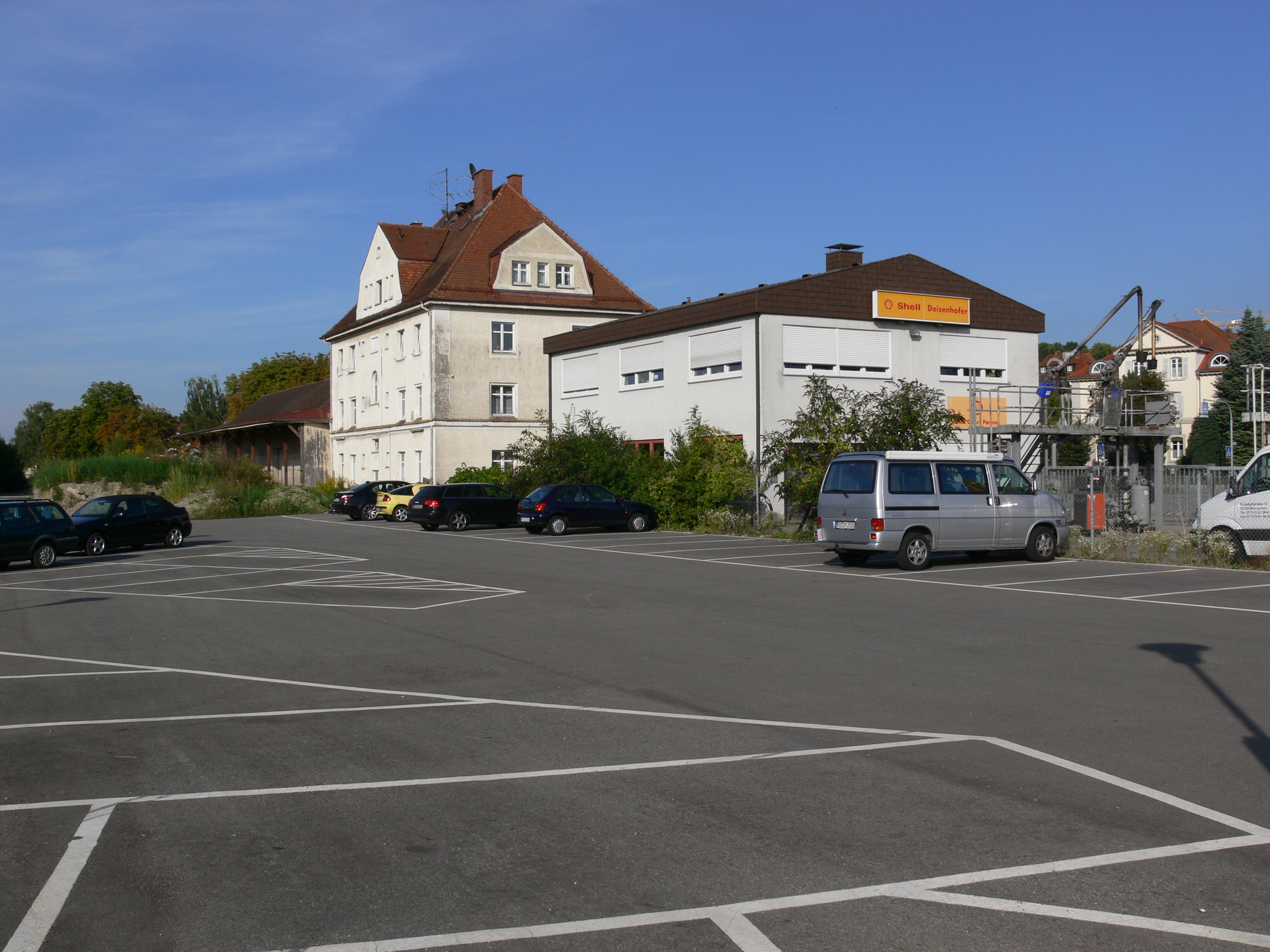
Gleisseite des Weingartener Güterbahnhofs

## Vorgeschichte
Zwar hatte Weingarten bereits seit 1888 einen Schienenanschluss durch die schmalspurige Lokalbahn nach Ravensburg, jedoch konnte die Schmalspurbahn die steigende Verkehrsnachfrage im Güterverkehr auf Dauer nicht mehr befriedigen. Vor allem aber war die gewünschte Expansion des Güterverkehrs auf der Schiene mit der vorhandenen Infrastruktur nicht möglich. Insbesondere die im Zuge der fortschreitenden Industrialisierung weiter aufstrebende Maschinenfabrik Weingarten AG – die heutige Andritz Schuler Pressen GmbH – sorgte für eine entsprechende Nachfrage. Der Güterverkehr per Schmalspurbahn war in zweierlei Hinsicht problematisch: zum einen, weil die Güter am Ravensburger Staatsbahnhof von der Schmalspur auf die Normalspur umgeladen werden mussten, und zum anderen, weil die Güter aus Weingarten zuvor mitten durch das Stadtgebiet von Ravensburg transportiert werden mussten. Im Zuge der geplanten Verlängerung der Schmalspurbahn nach Baienfurt entschloss sich die LAG daher, Weingarten und Baienfurt über eine neue Strecke von Niederbiegen her direkt an das Normalspurnetz anzuschließen. Zwischen Weingarten und Baienfurt wurden die Planungen zusammengefasst, dort entstand ein knapp ein Kilometer langes Dreischienengleis.

## Die Normalspurbahn als Ergänzung zur Schmalspurbahn

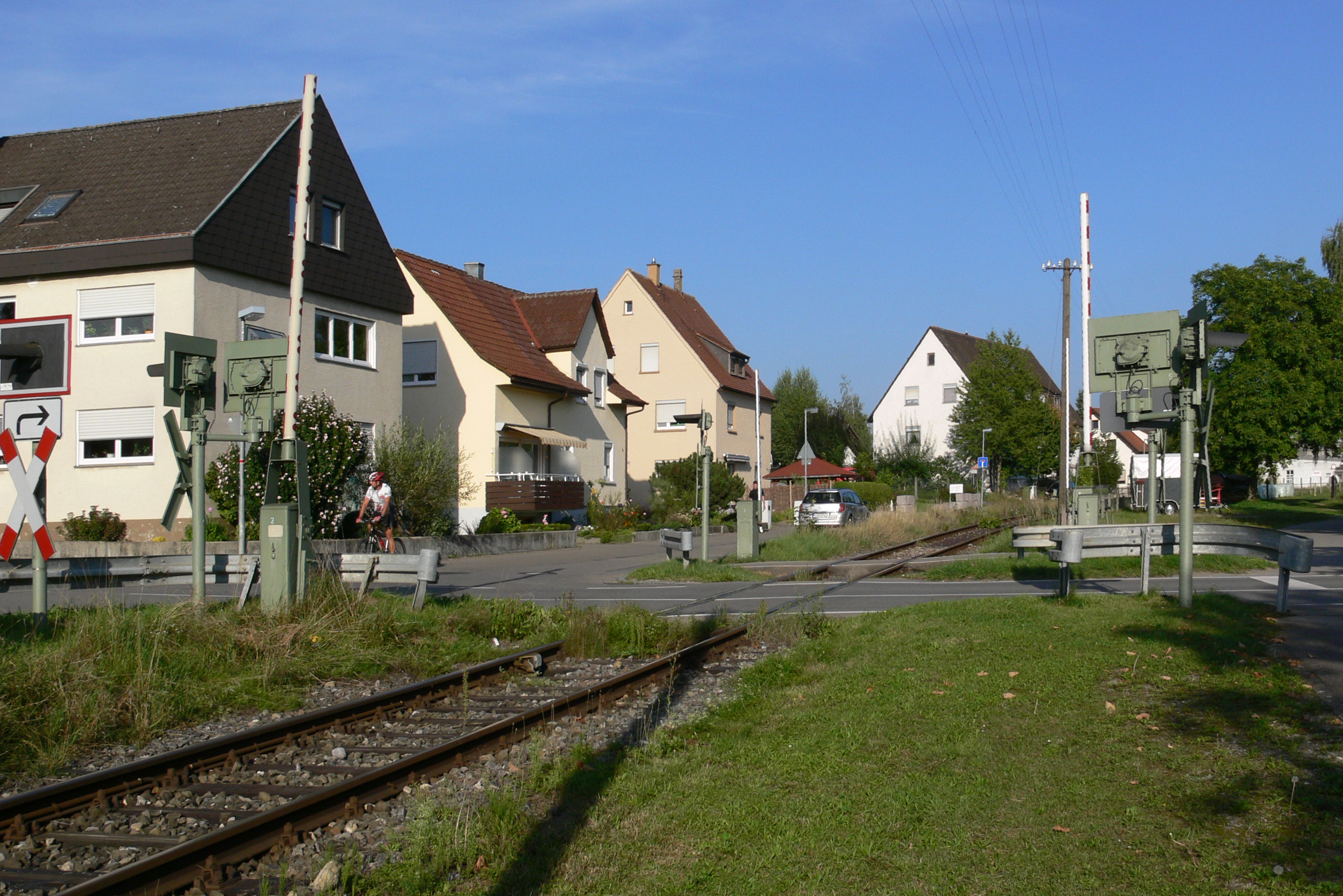
Bahnübergang beim Weiler Rainpadent (Kilometer 1,78): dort querte die Landesstraße 284 die Strecke

Am 1. Oktober 1911, also nur kurz nach der Verlängerung der Schmalspurbahn nach Baienfurt (welche am 13. September 1911 erfolgte), nahm die Localbahn AG die normalspurige Bahnstrecke zwischen der Bahnstrecke Ulm–Friedrichshafen (Südbahn) und den beiden neuen Güterbahnhöfen Weingarten und Baienfurt in Betrieb. Gleichzeitig wurde der Güterverkehr auf der Meterspur wie geplant aufgegeben. Die neue Normalspurstrecke (welche die Schmalspurbahn lediglich ergänzte, denn der Personenverkehr wurde weiterhin fast ausschließlich mit der Schmalspurbahn abgewickelt) zweigt bis heute 465 Meter nördlich des Staatsbahnhofs Niederbiegen von der Südbahn ab, passiert den Niederbiegener Bahnhofsvorplatz und führt von dort aus in östlicher Richtung nach Baienfurt. Beim Kilometer 2,10 – am Abzweig Baienfurt West – zweigt linkerhand die 2015 stillgelegte Bahnstrecke Baienfurt West–Baienfurt Gbf ab.
Die weitere Strecke ist mittlerweile stillgelegt, sie wandte sich nach dem Abzweig Baienfurt West in südliche Richtung und führte am Ortskern von Baienfurt vorbei. Die Strecke mündete schließlich am südlichen Ortsrand von Baienfurt in die Trasse der aus der Ortsmitte kommenden Schmalspurbahn ein. Im Anschluss daran lag auf einer Länge von knapp einem Kilometer ein Dreischienengleis, es endete an der Einfahrt in den Güterbahnhof Weingarten. Dort teilten sich die Gleise wieder, die Schmalspurbahn fuhr links am Stationsgebäude vorbei in Richtung Weingarten Ortsmitte, während die normalspurigen Güterzüge nach rechts abzweigten, um kurz darauf den Güterbahnhof Weingarten zu erreichen. Am Güterbahnhof existierten zwei Anschlussgleise: eines davon lag in direkter Verlängerung südlich des Güterbahnhofs und führte direkt in das Firmengelände der Maschinenfabrik Weingarten. Ein zweites Anschlussgleis zweigte kurz vor dem Stationsgebäude des Güterbahnhofs nach rechts ab und führte von dort aus zur Eisengießerei Stoz in der Ettishofer Straße.

## Der Betrieb auf dem Dreischienengleis

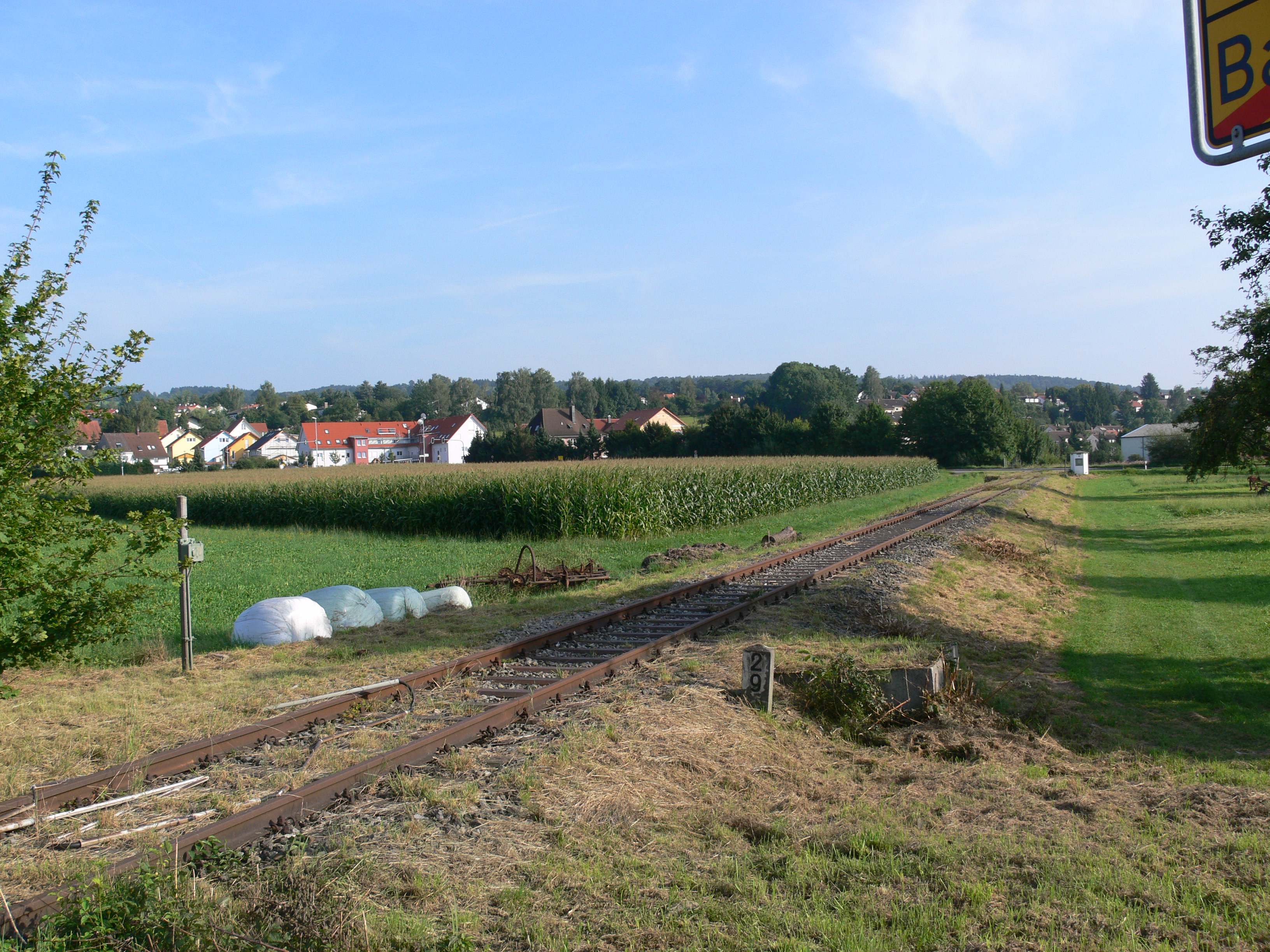
Am südlichen Ortsausgang von Baienfurt begann das Dreischienengleis, hier fädelte die von links aus Richtung Baienfurt Ort kommende Meterspur in die Normalspur ein

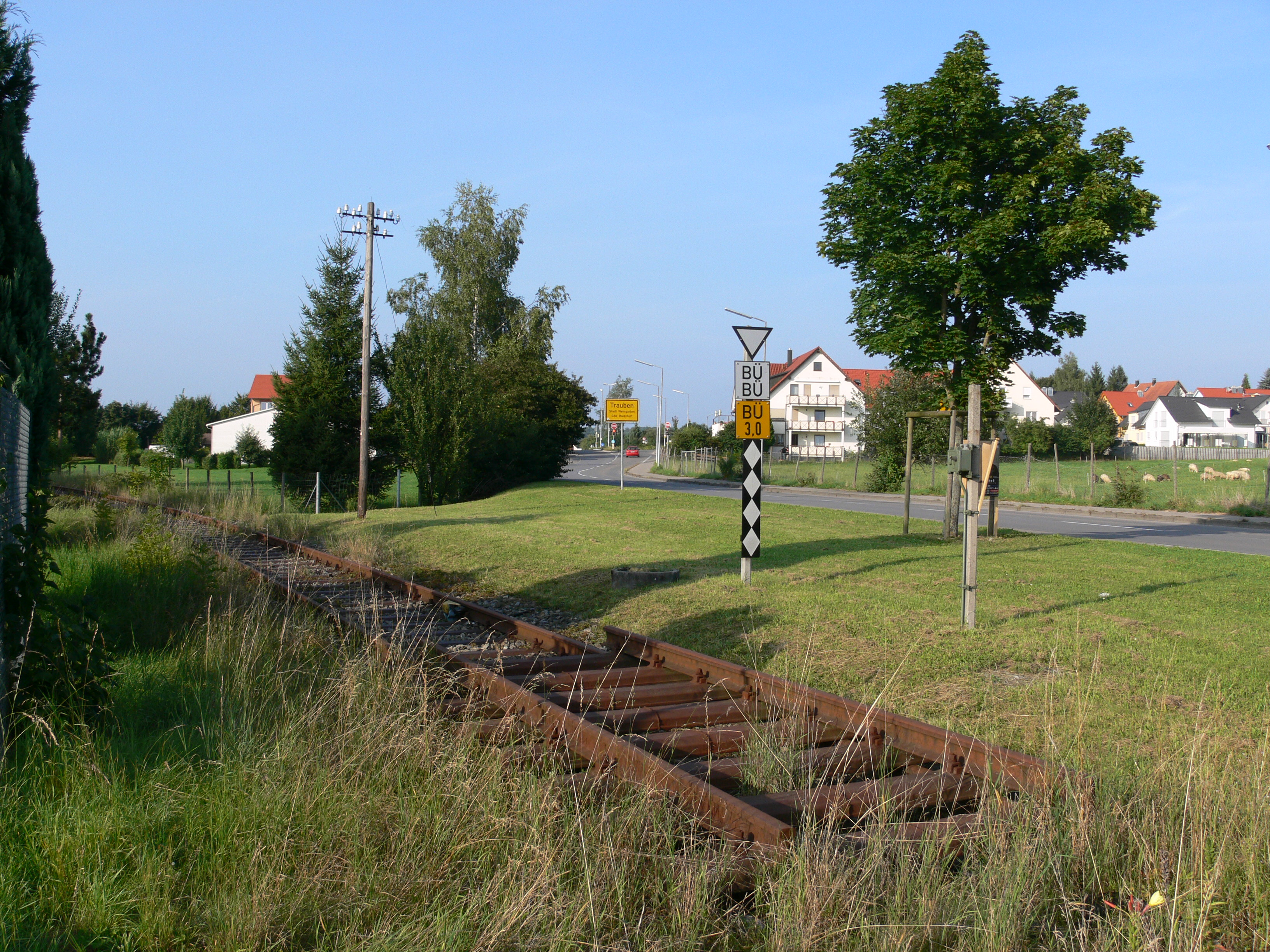
Auch der ehemalige Haltepunkt Traubenhof lag im Bereich des Dreischienengleises, im Hintergrund der namensgebende Weiler Trauben

Zum Charakteristikum der Bahnstrecke wurde das Dreischienengleis zwischen Baienfurt und Weingarten. Zwischen dem 1. Oktober 1911 (Aufnahme des normalspurigen Güterverkehrs nach Weingarten) und dem 30. Juni 1959 (Einstellung des Straßenbahn-Restbetriebs auf dem Nordabschnitt) verkehrten auf diesem Abschnitt sowohl meterspurige elektrische Personenzüge als auch dampfbetriebene normalspurige Güterzüge auf demselben Gleis. Juristisch gesehen verkehrten dabei nach 1938 auch die Straßenbahnen im Bereich dieses kurzen Teilstücks auch weiterhin nach der Eisenbahn-Bau- und Betriebsordnung (EBO).
Der gemeinsame Streckenabschnitt wurde dabei mit Hilfe einer speziellen Signaltafel gesichert, eine stationäre Signalisierung existierte nicht. Es durfte immer nur derjenige Zug den Streckenabschnitt befahren, dessen Personal gerade im Besitz der nur einmal vorhandenen Signaltafel war. Zugfahrten auf der normalspurigen Strecke mussten fernmündlich bei der Betriebsleitung in Weingarten angemeldet werden. Der dortige Betriebsleiter erteilte die Zustimmung nur, wenn er die Signaltafel vorliegen hatte. Dieses Prinzip ähnelt dem bei eingleisigen Straßenbahnstrecken früher häufig angewandten Stab-Verfahren.
Die elektrischen Fahrzeuge der Strecke Ravensburg–Weingarten–Baienfurt verwendeten klassische Eisenbahn-Radreifen, diese waren etwas breiter als bei Straßenbahnen gemeinhin üblich. Damit war gewährleistet, dass sie auch den Streckenabschnitt im Bereich des Dreischienengleises, insbesondere die beiden Herzstücke bei der Ein- bzw. Ausfädelung, problemlos passieren konnten.

## Der spärliche Personenverkehr von 1914 bis 1938
Obwohl die nicht elektrifizierte Normalspurstrecke von Niederbiegen nach Weingarten in erster Linie für den Güterverkehr erbaut wurde, verkehrten auf ihr zwischen 1914 und 1938 vereinzelt auch planmäßige Personenzüge. Diese Züge verkehrten ergänzend zu den elektrischen Schmalspurzügen nach Ravensburg und ermöglichten Fahrgästen in Richtung Ulm oder in die Landeshauptstadt Stuttgart eine kürzere und schnellere Verbindung als via Ravensburg. Eigens hierfür wurden außerdem die beiden Haltepunkte Baienfurt West und Baienfurt Süd eingerichtet, der Haltepunkt Traubenhof wurde gemeinsam mit der elektrischen Schmalspurbahn bedient. Dieser Verkehr war jedoch stets sehr spärlich, bekannt ist z. B. ein Fahrplan aus dem Jahr 1914, nach welchem werktags vier und sonntags drei Zugpaare eingesetzt wurden. Auch die Fahrgastzahlen standen weit hinter jenen der Schmalspurbahn zurück, laut Raimund Kolb sind für die Normalspurstrecke über die Jahre folgende Daten überliefert:
- 1914: 16.519 Personen
- 1919: 9.284 Personen
- 1920: 243 Personen
- 1921: 13.948 Personen
- 1926: 1.352 Personen
- 1927: 736 Personen
- 1928: 312 Personen
- 1929: 982 Personen
- 1930: 993 Personen
- 1931: 2.172 Personen
- 1932: 1.812 Personen
- 1933: 6.128 Personen
- 1934: 3.136 Personen
- 1935: 2.328 Personen
- 1936: 1.340 Personen
- 1937: 3.863 Personen

Für die hier nicht aufgeführten Jahre liegen entweder keine Daten vor (1915 bis 1917 beziehungsweise 1938), oder aber es fand kein Personenverkehr statt (1911 bis 1913 und 1922 bis 1925). Unter der Regie der Staatsbahn gab es dann gar keinen Personenverkehr mehr auf der Strecke.

### Stammlokomotive

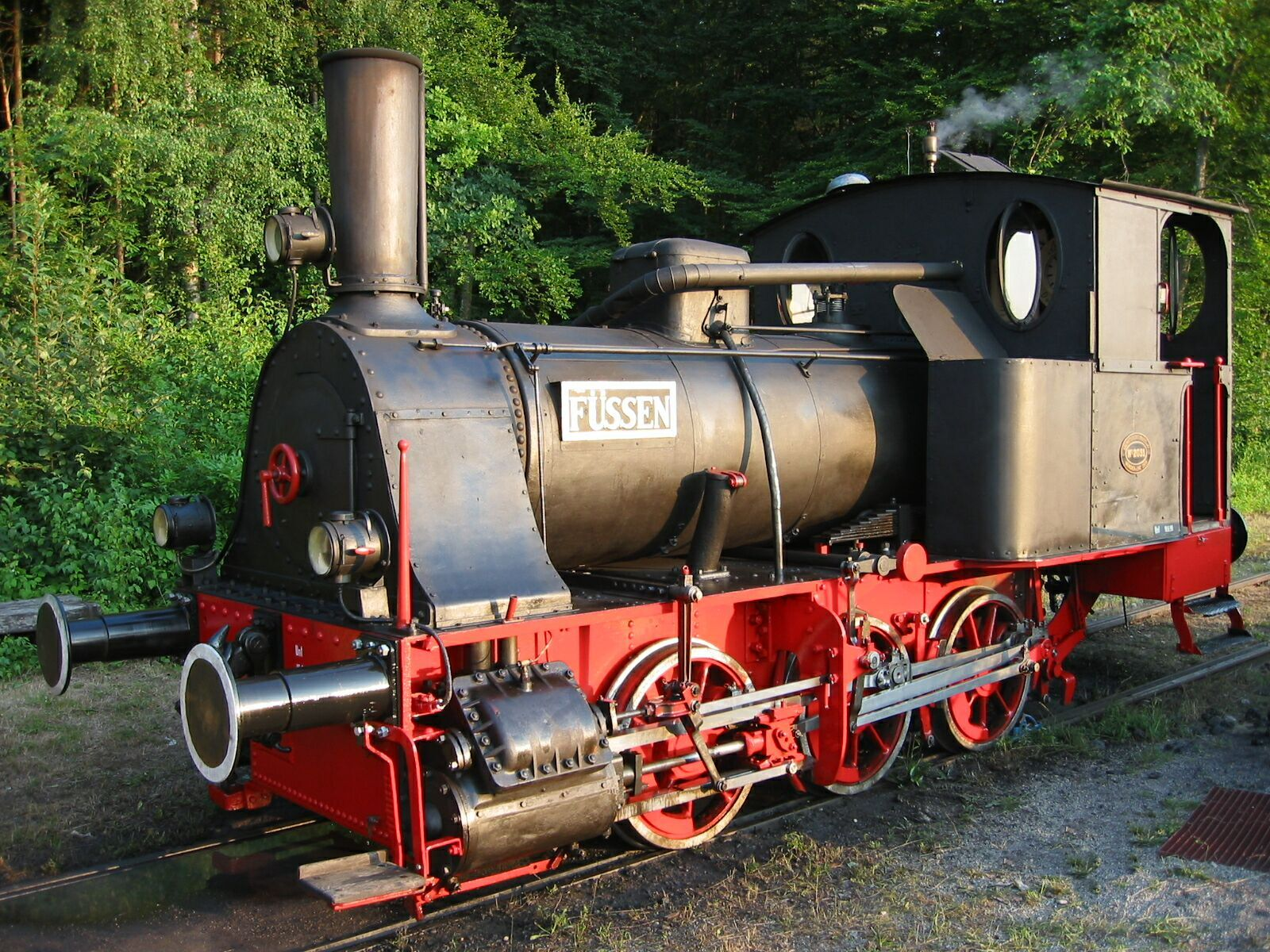
LAG 7 „Füssen“

Zur langjährigen Stammlok der hier behandelten Bahnstrecke wurde die Dampflokomotive LAG 7 „Füssen“. Der 1889 bei Krauss gebaute C-Kuppler wurde 1911 (zur Eröffnung der Strecke) von der damals ebenfalls zur LAG gehörenden Bahnstrecke Marktoberdorf–Füssen nach Oberschwaben umgesetzt. 1928 wurde sie schließlich an die Papierfabrik Baienfurt verkauft, sie ist bis heute erhalten geblieben.

## Ab 1938: Die Deutsche Reichsbahn übernimmt den Betrieb
Zum 1. August 1938 übernahm die Deutsche Reichsbahn reichsweit alle Strecken der zuvor aufgelösten Localbahn AG, darunter auch die normalspurige Güterstrecke Niederbiegen–Weingarten. Obwohl im selben Jahr der Personenverkehr auf der Normalspurstrecke nach Weingarten eingestellt wurde, ist die Strecke auch 1944 noch in der Kursbuch-Streckenkarte verzeichnet, wenngleich eine zugehörige Tabelle nicht existiert.

## Charterzüge nach Weingarten
Unabhängig von der 1938 erfolgten Einstellung des planmäßigen normalspurigen Personenverkehrs nach Weingarten wurde die Strecke jedoch auch noch in späteren Jahren nicht nur für Güterzüge, sondern auch für Sonderzüge genutzt. Zum einen verkehrten noch bis 1963 Wallfahrer-Sonderzüge nach Weingarten (sie brachten Gläubige aus verschiedenen Teilen Süddeutschlands zur Basilika St. Martin), zum anderen organisierte der Weingartener Einzelhandel noch bis 1998 einmal jährlich im Frühjahr eine Ausflugsfahrt (Gesellschafts-Sonderzug) die allen interessierten Bürgern der Stadt offenstand. Diese Fahrten fanden unter der Bezeichnung Lauratal-Express – Weingarten geht auf Reisen statt und führten zu wechselnden Zielen in Süddeutschland, wie beispielsweise dem Starnberger See, nach Bad Tölz, nach Oberammergau oder in den Schwarzwald.

## Aufgabe der Strecke
Im Jahr nach dem letzten Sonderzug endete dann am 26. Oktober 1999 auch der Güterverkehr nach Weingarten, an jenem Tag verkehrte auf dieser Strecke der letzte Zug überhaupt, ein Güterzug für die Firma Müller Weingarten. Zum 1. Dezember 1999 wurde der 1,94 Kilometer lange Teilabschnitt zwischen dem Abzweig Baienfurt West und dem Güterbahnhof Weingarten schließlich offiziell stillgelegt.
Aufgrund der nur sehr seltenen Streckennutzung und anstehender Investitionen schrieb DB Netz die verbleibende Strecke Niederbiegen–Abzweig Weingarten und die abzweigende Strecke nach Baienfurt von Dezember 2014 bis März 2015 zur Übernahme durch andere Eisenbahninfrastrukturunternehmen aus. Da sich innerhalb der Frist kein neues EIU fand, wurde die Strecke per Genehmigung des Eisenbahn-Bundesamts vom 2. Juli 2015 mit Wirkung zum 9. Juli 2015 stillgelegt. Innerhalb des Bahnhofs Niederbiegen dient das ehemalige Streckengleis seitdem als Abstellgleis. 2023 wurden die Gleise zwischen Niederbiegen und Baienfurt abgebaut.